# فهرست هتریک‌های جام جهانی باشگاه‌ها
از زمان آغاز جام جهانی باشگاه‌ها در سال ۲۰۰۰، شش بازیکن از شش کشور در شش نوبت برای پنج باشگاه از چهار لیگ، سه گل (هت‌تریک) یا بیشتر در یک مسابقه به ثمر رسانده‌اند. اولین بازیکنی که به این مهم دست یافت لوییس سوارز بود که در پیروزی ۳–۰ مقابل گوانگژو اورگرند در ۱۷ دسامبر ۲۰۱۵ سه بار برای بارسلونا گلزنی کرد. کریستیانو رونالدو تنها بازیکنی است که در فینال این رقابت‌ها هت‌تریک کرده است و این کار را در فینال ۲۰۱۶ مقابل کاشیما آنتلرز انجام داد.

## فهرست

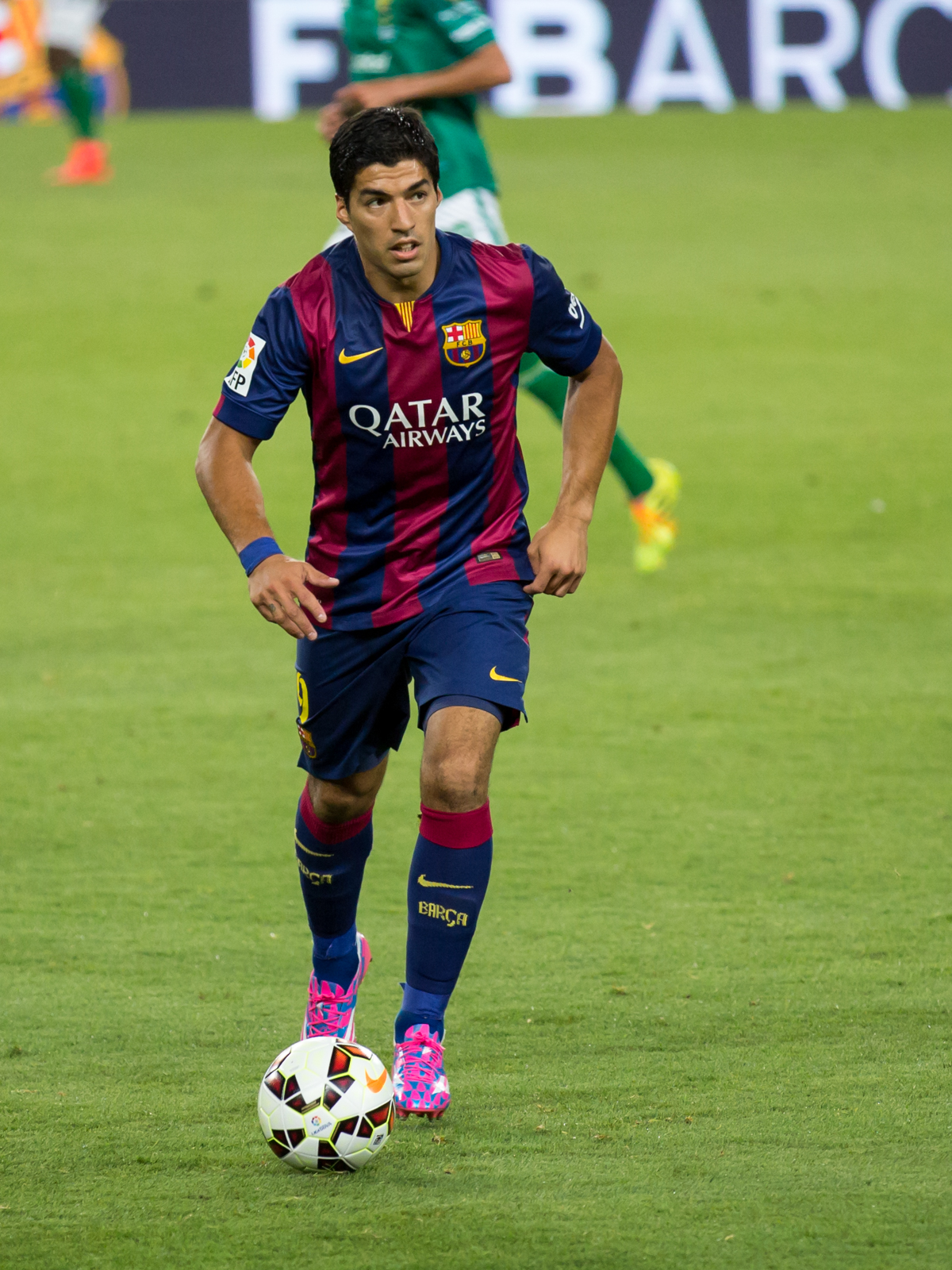
لوییس سوارز، اولین بازیکنی که در جام جهانی باشگاه‌ها هت‌تریک کرد

| شماره | بازیکن            | باشگاه       | حریف            | زمان گل                  | نتیجه      | تورنمنت                 | دور         | تاریخ          | منبع  |
| ----- | ----------------- | ------------ | --------------- | ------------------------ | ---------- | ----------------------- | ----------- | -------------- | ----- |
| ۱     | لوییس سوارز       | بارسلونا     | گوانگژو اورگرند | ۳۹'، ۵۰'، ۶۷' (پنالتی)   | ۳–۰        | ۲۰۱۵، ژاپن              | نیمه نهایی  | ۱۷ دسامبر ۲۰۱۵ | [ ۲ ] |
| ۲     | کریستیانو رونالدو | رئال مادرید  | کاشیما آنتلرز   | ۶۰' (پنالتی)، ۹۸'، ۱۰۴'  | ۴–۲ (و.ا.) | ۲۰۱۶، ژاپن              | فینال       | ۱۸ دسامبر ۲۰۱۶ | [ ۱ ] |
| ۳     | گرت بیل           | رئال مادرید  | کاشیما آنتلرز   | ۴۴'، ۵۳'، ۵۵'            | ۳–۱        | ۲۰۱۸، امارات متحده عربی | نیمه نهایی  | ۱۹ دسامبر ۲۰۱۸ | [ ۳ ] |
| ۴     | حمدو الهونی       | اسپرانس تونس | السد            | ۶'، ۴۲'، ۷۴'             | ۶–۲        | ۲۰۱۹، قطر               | مقام پنجم   | ۱۷ دسامبر ۲۰۱۹ | [ ۴ ] |
| ۵     | جمال موسیالا      | بایرن مونیخ  | اوکلند سیتی     | ۶۷'، ۷۳' (پنالتی)، ۸۴'   | ۱۰–۰       | ۲۰۲۵، ایالات متحده      | مرحله گروهی | ۱۵ ژوئن ۲۰۲۵   | [ ۵ ] |
| ۶     | وسام ابو علی      | الاهلی       | پورتو           | ۱۵'، ۴۵+۲' (پنالتی)، ۵۱' | ۴–۴        | ۲۰۲۵، ایالات متحده      | مرحله گروهی | ۲۳ ژوئن ۲۰۲۵   | [ ۶ ] |